# Ренггли, Феликс
Феликс Ренггли (нем. Felix Renggli; род. 31 января 1961, Базель) — швейцарский флейтист.

## Биография
Окончил академию родного города по классу Ореля Николе и Петер-Лукаса Графа. Работал в качестве флейты соло в таких оркестрах как оркестр Тонхалле в Цюрихе, симфонический оркестр Люцерна, Камерном оркестре Европы и других.
С 1994 года Феликс Ренггли — профессор в Базельской музыкальной академии, а с 2004 года — профессором Высшей Школы Музыки Фрайбурга. Регулярно даёт мастер-классы в Европе, Японии, Южной Америке.
С 1999 года Феликс Ренггли является художественном руководителем и главным директором концертной организации «Швейцарские камерные концерты», организованной совместно с виолончелистом Даниелем Хефлингером и альтистом Юргом Делером.

## Творческая деятельность
Феликс Ренгли считается одним из ведущих специалистов по современной музыке. В то же время музыкант интересуется музыкой эпохи барокко и владеет всеми видами аунтентичных флейт.
Феликс Ренггли выступает и с коллективами современной музыки, такими как «Контроша» (Женева, Швейцария), и с коллективами старинной музыки, таких как «Нова Страваганца», трио Алмафе (Милан, Италия), и другими. Артист выпустил более 20 компакт-дисков.
Музыканта связывает многолетнее сотрудничество с гобоистом Хайнцем Холлигером.